# (229631) Cluny
(229631) Cluny est un astéroïde de la ceinture principale.

## Description
(229631) Cluny est un astéroïde de la ceinture principale. Il fut découvert par Jean-Claude Merlin le 4 mars 2006 à Nogales. Il présente une orbite caractérisée par un demi-grand axe de 2,62 UA, une excentricité de 0,122 et une inclinaison de 13,29° par rapport à l'écliptique.

## Nom
L'objet fut nommé d'après la ville de Cluny en France, dans le département de Saône-et-Loire en région Bourgogne-Franche-Comté, ville qui s'est développée autour de l'abbaye de Cluny.

## Compléments